# Sant'Andrea delle Dame
Sant'Andrea delle Dame bila je augustinska samostanska crkva posvećena svetom Andriji s pripadajućim klaustrom i samostanskim zgradama u Napulju. Samostanske su zgrade kasnije postale jedna od zgrada Università degli studi di Napoli i - nakon osnivanja medicinskog fakulteta Università degli Studi della Campania Luigi Vanvitelli - sada je sjedište tog fakulteta u Napulju.
Osnovale su ga četiri kćeri bilježnika Andree Palescandola 1580. godine, a projektirao ih je ili njihov teatski brat Marco Palescandolo ili Francesco Grimaldi. Otvorena je 7. ožujka 1587., s klaustrom dovršenim početkom 17. stoljeća i klaustrom u stilu vidikovca poznatim kao "Torretta reale" dodan 1748. godine. Ugušena je pod francuskom okupacijom, a samostanska crkva je dekonsekrirana 1884. godine. Oštećena je bombardiranjem tijekom Drugog svjetskog rata, ali je sačuvala izvorna obilježja.  Crkva je obnovljena 2004. godine.

## Vanjske poveznice
|  | Zajednički poslužitelj ima još gradiva o temi Sant'Andrea delle Dame |